# 1191 Alfaterna
1191 Alfaterna è un asteroide della fascia principale del diametro medio di circa 42,09 km. Scoperto nel 1931 da L. Volta ne propose il nome l'astronomo nocerino Alfonso Fresa, ispirandosi alla tribù degli alfaterni, che abitavano la sua città in epoca pre-romana. Presenta un'orbita caratterizzata da un semiasse maggiore pari a 2,8906488 UA e da un'eccentricità di 0,0508841, inclinata di 18,47706° rispetto all'eclittica.
Il suo nome fa riferimento all'antica città di Nuceria Alfaterna, situata tra le attuali Nocera Superiore e Nocera Inferiore.